# (2103) Laverna
(2103) Laverna ist ein Asteroid des Hauptgürtels, der am 20. März 1960 am Observatorio Astronómico de La Plata (IAU-Code 839) in der Stadt La Plata in Argentinien entdeckt wurde.
Benannt wurde er am 10. November 1992 auf Vorschlag des US-amerikanischen Astronomen Frederick Pilcher nach der altrömischen Gottheit Laverna, der Schutzgöttin der Diebe und Betrüger.